# Albert Galliton Harrison
Albert Galliton Harrison, född 26 juni 1800 i Mount Sterling i Kentucky, död 7 september 1839 i Fulton i Missouri, var en amerikansk demokratisk politiker. Han var ledamot av USA:s representanthus 1835–1839.
Harrison utexaminerades 1820 från Transylvania University, studerade juridik och inledde därefter sin karriär som advokat i Mount Sterling. År 1827 flyttade han till Fulton. Den 4 mars 1835 tillträdde han som kongressledamot och representerade Missouri i representanthuset i två mandatperioder. År 1839 lämnade Harrison kongressen. Han avled senare samma år och gravsattes på Congressional Cemetery i Washington, D.C. Harrison County och Harrisonville i Cass County i Missouri har blivit döpta efter Albert Galliton Harrison.